# Georges Feryn
Georges Evarist August Feryn (Alveringem, 12 april 1906 - 7 mei 1960) was een Belgisch senator.

## Levensloop
Feryn was een zoon van Henricus Feryn (1875-1909) en Irena Vanheule (1882-1973). Hij trouwde in 1931 met Rachel Marent (1907-1972) en ze kregen negen kinderen.
Van 1912 tot 1919 doorliep hij lager onderwijs en in 1920 begon hij aan de oude humaniora in het College Onbevlekte Ontvangenis in Veurne. In 1926-1927 volgde hij nog lessen aan de gewestelijke landbouwschool en vestigde zich als landbouwer eerst in Alveringem, vervolgens, vanaf zijn huwelijk, in Proven. Hij werd:
- bestuurslid vande Boerenjeugdbond (1926-1931),
- bestuurslid van de Boerengilde in Proven (1931-1935),
- ondervoorzitter van de Boerengilde in Proven (vanaf 1935),
- voorzitter van de Bond voor Rundveetuberculosebestrijding (vanaf 1935),
- voorzitter van het Bietensyndicaat (vanaf 1934).

Hij werd gemeenteraadslid in Proven, van 1938 tot 1958. Tijdens de oorlog was hij voorzitter van het plaatselijk Winterhulpcomité.
In 1949 werd hij als vertegenwoordiger van de landbouwers tot CVP-senator verkozen voor de provincie West-Vlaanderen, een mandaat dat hij vervulde tot aan zijn vroegtijdige dood. Bij zijn eerste verkiezing in 1949 werd op 21 augustus in Proven een huldestoet georganiseerd. In het verslag over de feestelijkheden werd vermeld dat het initiatief van de stoet was genomen door het ACW, uit erkentelijkheid voor wat Feryn voor de minder gegoeden had gedaan tijdens de oorlog.
Hij werd:
- lid van het Centraal Comité voor land- en tuinbouw (vanaf 1950),
- bestuurslid van de Paardenvereniging Sint-Bavo Watou (vanaf 1945),
- lid van de Consultatieve Commissie voor de hop (1952).